# Noumandiez Doue
Noumandiez Desire Doue (Costa de Marfil; 29 de septiembre de 1970) es un árbitro  de fútbol de Costa de Marfil. Es internacional FIFA desde el año 2004.

## Carrera en el fútbol
Noumandiez ha dirigido como árbitro en la Primera División, Liga de Campeones de la CAF, Copa Confederación de la CAF, Copa Africana de Naciones del 2010, Clasificación para la Copa Africana de Naciones del 2010, Eliminatorias al Mundial 2010 y varios partidos amistosos internacionales.
En la Copa Mundial de Fútbol Sub-20 de 2011, pitó los partidos Croacia vs. Arabia Saudita y Argentina vs. Corea del Norte de la primera fase.
Doue participó como árbitro en la Copa Mundial de Fútbol de 2014, en la victoria de Chile sobre Australia por 3 goles contra 1.